# Cuando Conchita se escapa, no hay tocata
Cuando Conchita se escapa, no hay tocata es una película española, dirigida por Luis María Delgado y estrenada en 1976. Está basada en la novela Reportero de sucesos, de J.A. Valedón.

## Argumento
Un empresario taurino, de nombre Carlos, aparece asesinado. Su secretaria y un periodista comienzan a investigar las circunstancias que rodean el crimen, terminando por sumergirse en el submundo de las mafias de la droga. Carlos murió por un ajuste de cuentas al quedar claro que se dedicaba al tráfico de estupefacientes, usando para ello el traje de luces de uno de sus toreros sin que él lo supiera.
- Datos: Q5793034